# Ariel (groupe australien)
Pour les articles homonymes, voir Ariel.
Ariel est un groupe australien de rock progressif fondé en 1973 et séparé en 1977.

## Histoire

### Première formation (1973-1974)
Ariel est formé par le guitariste Mike Rudd (en), le bassiste Bill Putt et le claviériste John Mills après la séparation de leur précédent groupe, Spectrum, en avril 1973. La formation originale d'Ariel est complétée par deux anciens membres de Tamam Shud : le guitariste Tim Gaze (en) et le batteur Nigel Macara. Son nom fait référence à Ariel, l'esprit des airs apparaissant dans La Tempête de William Shakespeare.
Le groupe décroche rapidement un contrat avec EMI et publie son premier 45 tours, Jamaican Farewell / Red Hot Momma, en octobre 1973. Ce morceau aux accents reggae rock ne dépasse pas la 34e place du hit-parade australien. Après une tournée en première partie de Gary Glitter au mois de novembre, le premier album d'Ariel, A Strange Fantastic Dream, sort en décembre. Sa pochette, sur laquelle apparaît une seringue hypodermique, donne lieu à une controverse médiatique, tandis que les chansons Confessions of a Psychotic Cowpoke, Medicine Man et Chicken Shit sont interdites de diffusion à la radio par le Broadcasting Control Board (en).
Malgré ces controverses, l'album connaît de bonnes ventes en Australie (no 12) et se fait remarquer jusqu'au Royaume-Uni où il est repris sur les ondes de la BBC par le disc-jockey John Peel. Cette popularité incite la branche britannique d'EMI à inviter le groupe à venir à Londres pour enregistrer son prochain album aux studios Abbey Road.

### Deuxième formation (1974-1975)
Tim Gaze, Nigel Macara et John Mills quittent Ariel en avril 1974. Confronté à cette situation, Mike Rudd part avec sa famille dans la péninsule de Mornington pour s'isoler et écrire de nouveaux morceaux. Il élabore progressivement une sorte d'opéra-rock de science-fiction intitulé The Jellabad Mutant. Armé de ses démos, il renoue le contact avec Bill Putt pour travailler dessus. Le batteur John Lee les rejoint au mois de mai, suivi du guitariste Harvey James en juillet, et ce quatuor ressuscite le nom d'Ariel. Le premier single de cette nouvelle formation, Yeah Tonight / (I Am the) Laughing Man, paraît en août 1974.
Ariel quitte l'Australie pour Londres en octobre 1974. Dès son arrivée, le quatuor se rend aux studios Abbey Road pour enregistrer son deuxième album dans un délai très court. En raison du rejet de The Jellabad Mutant par la branche australienne d'EMI, le groupe doit abandonner ses projets d'opéra-rock et se rabat sur de nouvelles versions de chansons du répertoire de Spectrum et Indelible Murtceps, les anciens groupes de Mike Rudd et Bill Putt, dans une veine plus hard rock, avec seulement trois nouveaux morceaux. L'album qui en résulte, baptisé Rock 'n' Roll Scars, est publié en 1975 sous l'étiquette Harvest Records, le label « progressif » d'EMI,.

### Troisième formation (1975-1976)
De retour en Australie, Ariel recrute en janvier 1975 le guitariste Glyn Mason (ex-Chain (en)). Quelques mois plus tard, Nigel Macara fait son retour au sein du groupe après le départ de John Lee. Cette version du groupe, un quintette avec trois guitaristes, n'enregistre qu'un 45 tours, I'll Take You High / I Can't Say What I Mean, qui sort en décembre 1975.
Harvey James quitte Ariel en avril 1976 pour rejoindre Sherbet et c'est un claviériste, Tony Slavich, qui est engagé pour le remplacer. Après l'expiration de son contrat avec EMI, le groupe signe chez CBS Records et sort le single I Can Do Anything / Cypherland Blues, puis l'album Goodnight Fiona, qui délaissent le rock progressif et le hard rock de leurs précédents disques au profit d'un son plus pub rock.
Un dernier changement de personnel prend place en octobre 1976 : le batteur Nigel Macara est remplacé par Iain McLennan. Ariel publie deux singles dans la première moitié de l'année 1977, Disco Dilemma / How Do You Do It? et It's Only Love / It's Time We Said Our Goodbyes, mais le succès n'est pas au rendez-vous et les membres du groupe décident de se séparer après un dernier concert au Dallas Brooks Hall (en) de Melbourne le 21 août 1977,.

### Postérité
L'ultime concert d'Ariel est enregistré et donne lieu aux albums Aloha (1977) et Ariel Live!! More from Before (1978), combinés sous le nom Live in Concert en 1980. Les démos de The Jellabad Mutant sont finalement publiées en 2002.
Les différents membres d'Ariel restent actifs musicalement au sein de divers groupes dans les années qui suivent leur séparation. Mike Rudd et Bill Putt restent proches et enregistrent un album ensemble en 1996, Living on a Volcano. L'année suivante, ils donnent quelques concerts sous le nom d'Ariel avec Harvey James et John Lee, soit la formation de Rock 'n' Roll Scars. 
John Lee meurt en juillet 1998. Harvey James meurt d'un cancer du poumon le 15 janvier 2011.

## Membres
- Mike Rudd (en) : chant, guitare, harmonica, chœurs (1973-1977)
- Tim Gaze (en) : chant, guitare, chœurs (1973-1974)
- Bill Putt : basse (1973-1977)
- John Mills : claviers (1973-1974)
- Nigel Macara : batterie, chœurs (1973-1974, 1975-1976)
- Harvey James : guitare, chœurs (1974-1975)
- John Lee : batterie, chœurs (1974-1976)
- Glyn Mason : chant, guitare, chœurs (1975-1977)
- Tony Slavich : claviers, chœurs (1976-1977)
- Iain McLennan : batterie, chœurs (1976-1977)

## Discographie

### Album en concert
- 1977 : Aloha (Image)
- 1978 : Ariel Live!! More from Before (Image)

### Singles
- 1973 : Jamaican Farewell / Red Hot Momma (EMI)
- 1974 : Yeah Tonight / (I Am the) Laughing Man (EMI)
- 1975 : Keep On Dancing / I'll Be Gone (Harvest)
- 1975 : I'll Be Going / Rock and Roll Scars (Harvest)
- 1975 : I'll Take You High / I Can't Say What I Mean (Harvest)
- 1976 : I Can Do Anything / Cypherland Blues (CBS)
- 1977 : Disco Dilemma / How Do You Do It? (CBS)
- 1977 : It's Only Love / It's Time We Said Our Goodbyes (Image)